# Tetragnatha nitens
Tetragnatha nitens är en spindelart som först beskrevs av Jean Victor Audouin 1826.  Tetragnatha nitens ingår i släktet sträckkäkspindlar, och familjen käkspindlar. Inga underarter finns listade i Catalogue of Life.